# Seacliff
Seacliff es una comunidad no incorporada en el condado de Baldwin, Alabama, Estados Unidos.

## Historia
Una oficina de correos operó bajo el nombre de Seacliff desde 1913 hasta 1920.